# ووینیشکا
ووینیشکا (به بلغاری: Voynishka) یک منطقهٔ مسکونی در بلغارستان است که در سولیوو واقع شده‌است.